# Осиково (Благоевградская область)
Осиково (болг. Осиково) — село в Благоевградской области Болгарии. Входит в состав общины Гырмен. Находится примерно в 12 км к северу от центра села Гырмен и примерно в 67 км к юго-востоку от центра города Благоевград. По данным переписи населения 2011 года, в селе  проживало 524 человека, преобладающая национальность — болгары.

## Население
| Год     | 1934 | 1946 | 1956 | 1965 | 1975 | 1985 | 1992 | 2001 | 2011 |
| ------- | ---- | ---- | ---- | ---- | ---- | ---- | ---- | ---- | ---- |
| Жителей | 765  | 785  | 827  | 695  | 586  | 588  | 584  | 600  | 524  |

|  |